# Saint-Cloud Paris Stade Français 2013-2014
Questa voce raccoglie le informazioni riguardanti il Saint-Cloud Paris Stade Français nelle competizioni ufficiali della stagione 2013-2014.

## Organigramma societario
Area direttiva
- Presidente: Claude Orphelin

Area tecnica
- Allenatore: Rayna Minkova
- Allenatore in seconda: Fabien Lagarde

Area sanitaria
- Preparatore atletico: Raynald Choquet

## Rosa
| N° | Nome              | Ruolo | Data di nascita   | Nazionalità sportiva |
| -- | ----------------- | ----- | ----------------- | -------------------- |
| 1  | Soňa Mikysková    | S/O   | 2 maggio 1989     | Rep. Ceca            |
| 2  | Grace Carter      | C     | 10 agosto 1989    | Regno Unito          |
| 3  | Lisa Menet-Haure  | L     | 16 maggio 1994    | Francia              |
| 4  | Bojana Marković   | S     | 20 giugno 1990    | Serbia               |
| 5  | Magda Králíková   | C     | 25 gennaio 1980   | Rep. Ceca            |
| 6  | Raphaëlle Giaoui  | S     | 16 febbraio 1991  | Francia              |
| 7  | Safiatou Zongo    | S     | 14 marzo 1994     | Francia              |
| 8  | Nina Coolman      | S     | 25 gennaio 1991   | Belgio               |
| 9  | Aminata Coulibaly | P     | 27 settembre 1988 | Francia              |
| 10 | Jana Simanková    | P     | 6 aprile 1980     | Rep. Ceca            |
| 11 | Zsuzanna Józsa    | S     | 19 marzo 1983     | Ungheria             |
| 15 | Sophie Nolier     | C     | 26 settembre 1988 | Francia              |